# 노리나 허츠
노리나 허츠(영어: Noreena Hertz, 1967년 9월 24일 ~ )는 영국의 경제학자이다.
런던 태생인 19세 때 대학을 졸헙한 뒤, 러시아, 이스라엘, 이집트, 팔레스타인, 요르단의 경제 자문으로서 일했다. 저서로 《누가 내 생각을 움직이는가》(Eyes Wide Open: How to Make Smart Decisions in a Confusing World)가 있다.

## 주요 저서
- The Silent Takeover (2001)
- IOU: The Debt Threat (2004)
- Eyes Wide Open: How to Make Smart Decisions in a Confusing World(2013)
- Generation K (2015)
- The Lonely Century: Coming Together in a World that's Pulling Apart (2020)

### 번역서
- 고립의 시대 ( The Lonely Century, 홍정인 옮김)